# Petrovo Selo (Chorwacja)
Petrovo Selo – wieś w Chorwacji, w żupanii dubrownicko-neretwiańskiej, w mieście Dubrownik. W 2011 roku liczyła 23 mieszkańców.